# Bundesgesundheitsrat
Der Bundesgesundheitsrat wurde auf Beschluss der Bundesregierung vom 12. September 1950 in der Tradition des früheren Reichsgesundheitsrats gebildet. Bis zur Gründung des Bundesgesundheitsministeriums gehörte er zum Geschäftsbereich des Bundesinnenministeriums. Am 27. April 1953 trat der Bundesgesundheitsrat zu seiner konstituierenden Sitzung zusammen.
Die Aufgabe des Bundesgesundheitsrates bestand darin, die Bundesregierung in Fragen der öffentlichen Gesundheitspflege, insbesondere bei der Vorbereitung der Gesundheitsgesetzgebung zu beraten. In diesem Rahmen stand der Bundesgesundheitsrat auch allen anderen Bundesministerien zur Verfügung. Dem Gremium gehörten maximal achtzig Persönlichkeiten aller Bevölkerungskreise, überwiegend jedoch aus Heilberufen, an, die über Erfahrungen auf dem Gebiet des Gesundheitswesens verfügten. Sie wurden auf Vorschlag des Bundesgesundheitsministeriums von der Bundesregierung auf vier Jahre ernannt. Der Bundesgesundheitsrat trat in Ausschüssen und mindestens einmal im Jahr als Vollversammlung zusammen. Den Vorsitz führte der Bundesinnen- bzw. Bundesgesundheitsminister. 1996 wurde der Bundesgesundheitsrat aufgelöst – teilweise wurde ein Nachfolgegremium gefordert.